# Skotstek

Skotstek. De lösa tamparna kommer båda ut nedåt.

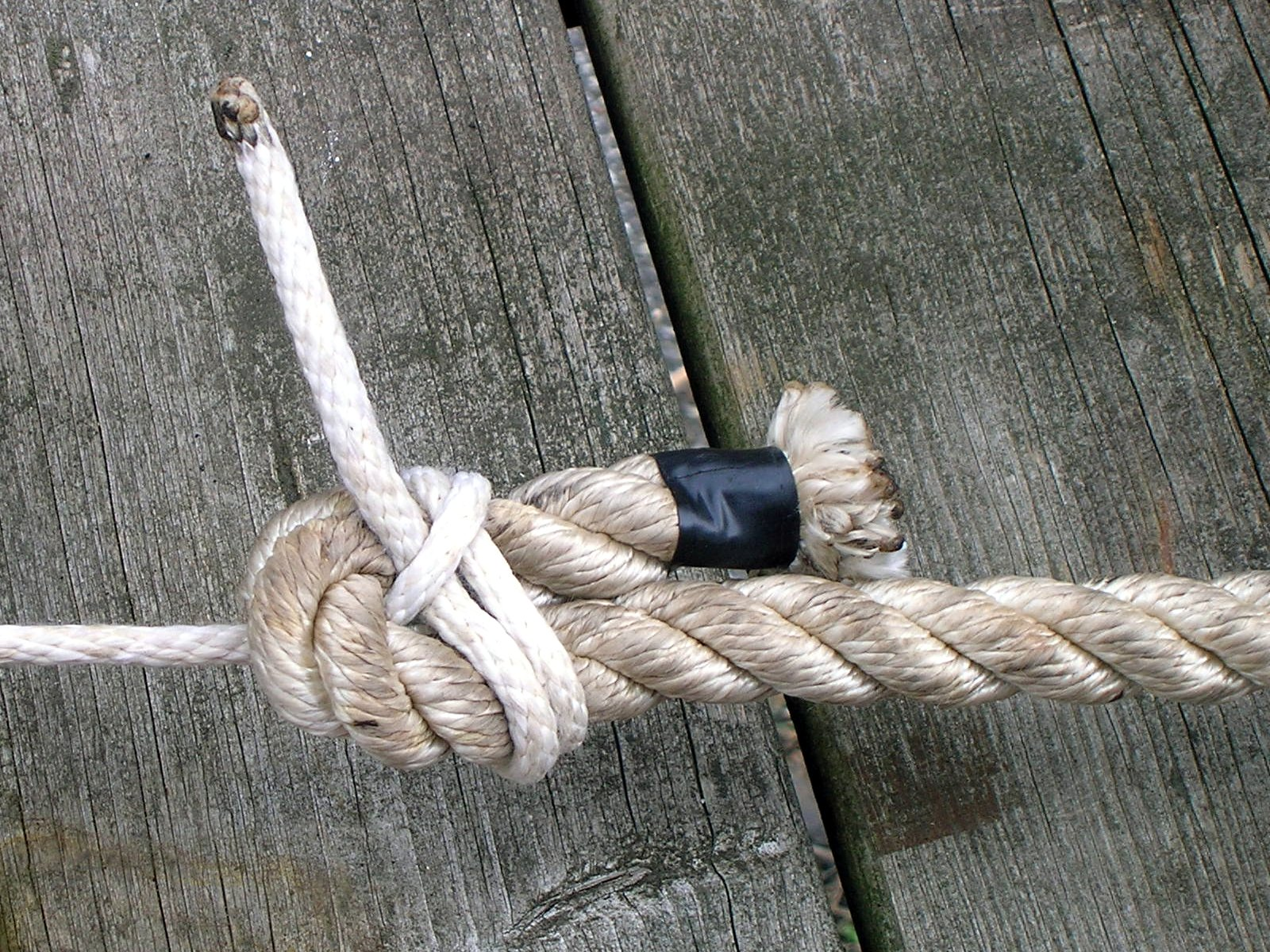
Dubbelt skotstek

Ett skotstek, eller vävknut, är en knop som används för att knopa ihop två rep, den är särskilt användbar för att foga ihop två rep av olika storlek. Namnet kommer sig av dess användning på segelfartyg för att fästa skot mot seglens skothorn, men den har använts åtminstone sedan stenåldern.
Den ena tampen "viks" till en bukt och knopen görs med den andra. Om linorna är olika tjocka görs bukten på den grövre och knopen med den tunnare. Det är viktigt att tamparna kommer ut på samma håll ur knopen, annars kan den dras snett och ger inte samma säkerhet.
Skotsteket ger en säkrare sammanfogning än en råbandsknop med de flesta moderna material. Knopen kan även användas för att knopa samman två linor, där den ena redan har en fast ögla. Skotsteket kan också göras säkrare genom att göra ett dubbelt omslag. Är det stor skillnad i tjocklek mellan tamparna, görs ännu fler rundtörnar med den klenare tampen.